# L'Innocente (film, 1928)
Pour les articles homonymes, voir Awakening.
Pour plus de détails, voir Fiche technique et Distribution.
L'Innocente (The Awakening) est un film de Victor Fleming sorti en 1928.
Le film est réputé perdu à ce jour

## Fiche technique
- Titre original : The Awakening
- Réalisation : Victor Fleming
- Montage : H. H. Caldwell, Katherine Hilliker, Viola Lawrence
- Producteur : Samuel Goldwyn
- Durée : 90 minutes
- Date de sortie : 
  - États-Unis : 17 novembre 1928

## Distribution
- Vilma Bánky : Marie Ducrot

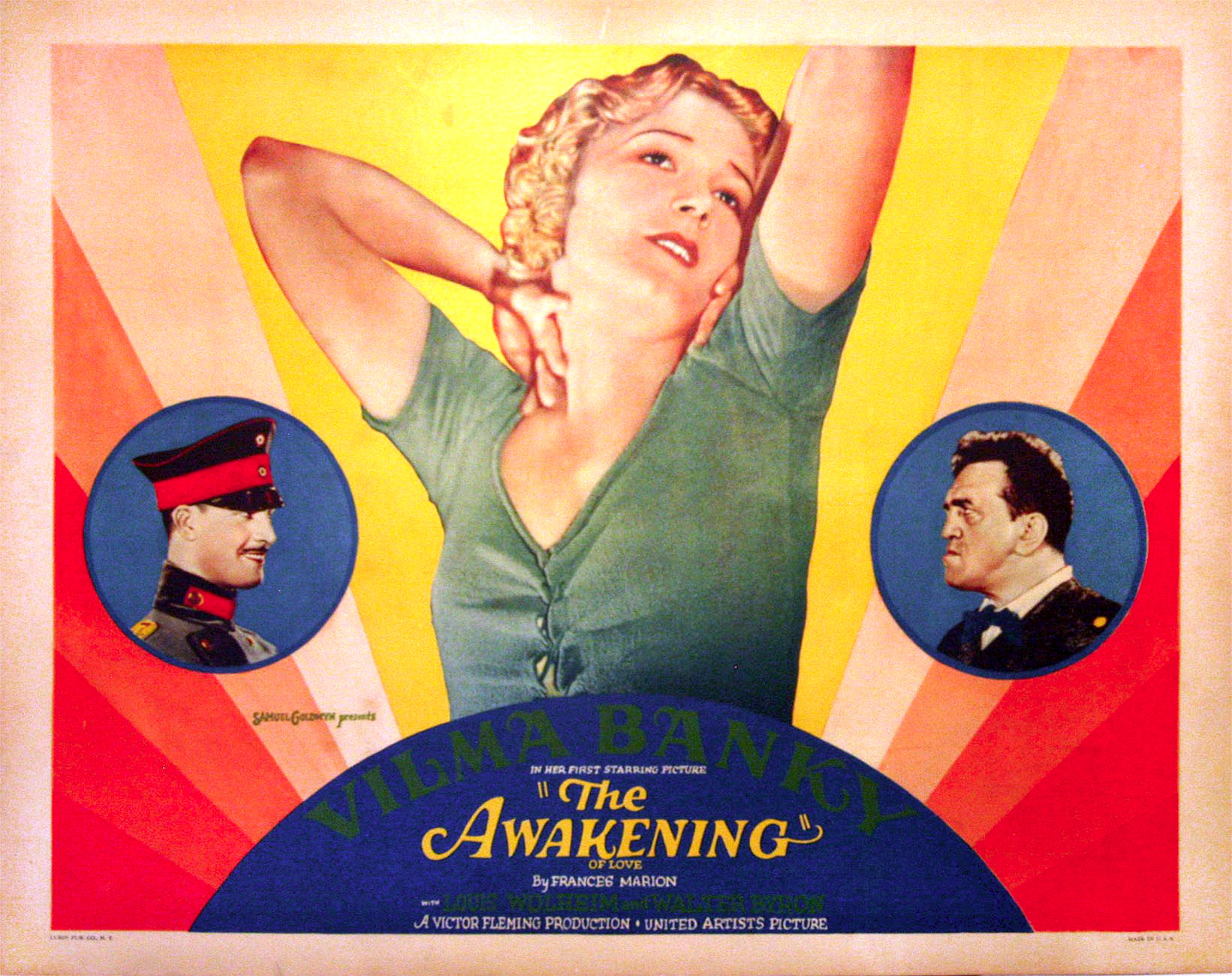
Affiche du film.

- Walter Byron : Comte Karl von Hagen
- Louis Wolheim : Le Bete
- George Davis : L'ordonnance
- William Orlamond : Grand-père Ducrot
- Carl von Haartman : Lieutenant Franz Geyer
- Bert Woodruff